# San Andrés Solaga
San Andrés Solaga è un comune del Messico, situato nello stato di Oaxaca.